# 12 Волос Вероники
12 Волос Вероники (лат. 12 Comae Berenices) — кратная звезда в созвездии Волос Вероники на расстоянии приблизительно 276 световых лет (около 84,5 парсек) от Солнца. Возраст звезды определён как около 533 млн лет.

## Характеристики
Первый компонент (HD 107700A) — жёлто-белая звезда спектрального класса F6III, или F5V, или F5, или F2, или G7III. Видимая звёздная величина звезды — +4,86m. Масса — около 2,788 солнечной, радиус — около 8,835 солнечного, светимость — около 77,009 солнечной. Эффективная температура — около 6442 K.
Второй компонент (HD 107700B) — белая звезда спектрального класса A3V, или A3IV. Видимая звёздная величина звезды — +11,8m. Масса — около 2,05 солнечной, радиус — около 2,5 солнечного, светимость — около 30,2 солнечной. Эффективная температура — около 8500 K. Орбитальный период — около 396,411 суток. Удалён на 37 угловых секунд.
Третий компонент — коричневый карлик. Масса — около 28,79 юпитерианской. Удалён в среднем на 2,105 а.е..
Четвёртый компонент (HD 107701) — жёлто-белая звезда спектрального класса F8V, или F7. Видимая звёздная величина звезды — +8,9m. Радиус — около 1,07 солнечного, светимость — около 1,413 солнечной. Эффективная температура — около 6091 K. Удалён на 65,2 угловой секунды.
Пятый компонент (WDS J12225+2551D). Видимая звёздная величина звезды — +10,1m. Удалён на 213,9 угловой секунды.
Шестой компонент (WDS J12225+2551E). Видимая звёздная величина звезды — +14,3m. Удалён от пятого компонента на 13,1 угловой секунды.